# Мелинте, Михаэла
Михаэ́ла Мели́нте (рум. Mihaela Melinte; род. 27 марта 1975, Бакэу) — румынская легкоатлетка, специализирующийся в метании молота. Первая в истории чемпионка мира в метании молота.

## Карьера
Первоначально специализировалась в метании диска и толкании ядра, но после включения женского метания молота в программу чемпионатов мира переквалифицировалась на этот вид.
В середине 1990-х была одной из сильнейших спортсменок мира в своей дисциплине. В 1995, 1997 и 1999 годах ставила мировые рекорды в метании молота (рекорд Мелинте 76.07, установленный в 1999 году, был превзойден Татьяной Лысенко лишь в 2005 году).
В 1998 году выиграла чемпионат Европы в Будапеште, а год спустя стала первой в истории чемпионкой мира по метанию молота. В Севилье она отправила свой снаряд на 75,20.
Была главным фаворитом Олимпиады в Сиднее, где должно было дебютировать метание молота, но незадолго до начала Игр в её допинг-пробе был обнаружен запрещённый препарат нандролон. В итоге румынка была дисквалифицирована на два года и пропустила Олимпиаду.
После своего возвращения не смогла вернуться на высокий уровень. На чемпионате мира 2003 года в Париже стала шестой, в Хельсинки два года спустя — одиннадцатой, а в 2007 году в Осаке и вовсе 33-й, после чего завершила карьеру.